# Tyrannus
Tyrannus is een geslacht van zangvogels uit de familie tirannen (Tyrannidae).

## Soorten
Het geslacht kent de volgende soorten:
- Tyrannus albogularis – Witkeelkoningstiran
- Tyrannus caudifasciatus – Bahamakoningstiran
- Tyrannus couchii – Texaanse koningstiran
- Tyrannus crassirostris – Diksnavelkoningstiran
- Tyrannus cubensis – Cubaanse koningstiran
- Tyrannus dominicensis – Grijze koningstiran
- Tyrannus forficatus – Zwaluwstaartkoningstiran
- Tyrannus melancholicus – Tropische koningstiran
- Tyrannus niveigularis – Sneeuwkeelkoningstiran
- Tyrannus savana – Vorkstaartkoningstiran
- Tyrannus tyrannus – Koningstiran
- Tyrannus verticalis – Arkansaskoningstiran
- Tyrannus vociferans – Cassins koningstiran